# Barela aureocosta
Barela aureocosta är en insektsart som först beskrevs av Ruppel och Delong 1953.  Barela aureocosta ingår i släktet Barela och familjen dvärgstritar. Inga underarter finns listade i Catalogue of Life.